# Вічний вогонь

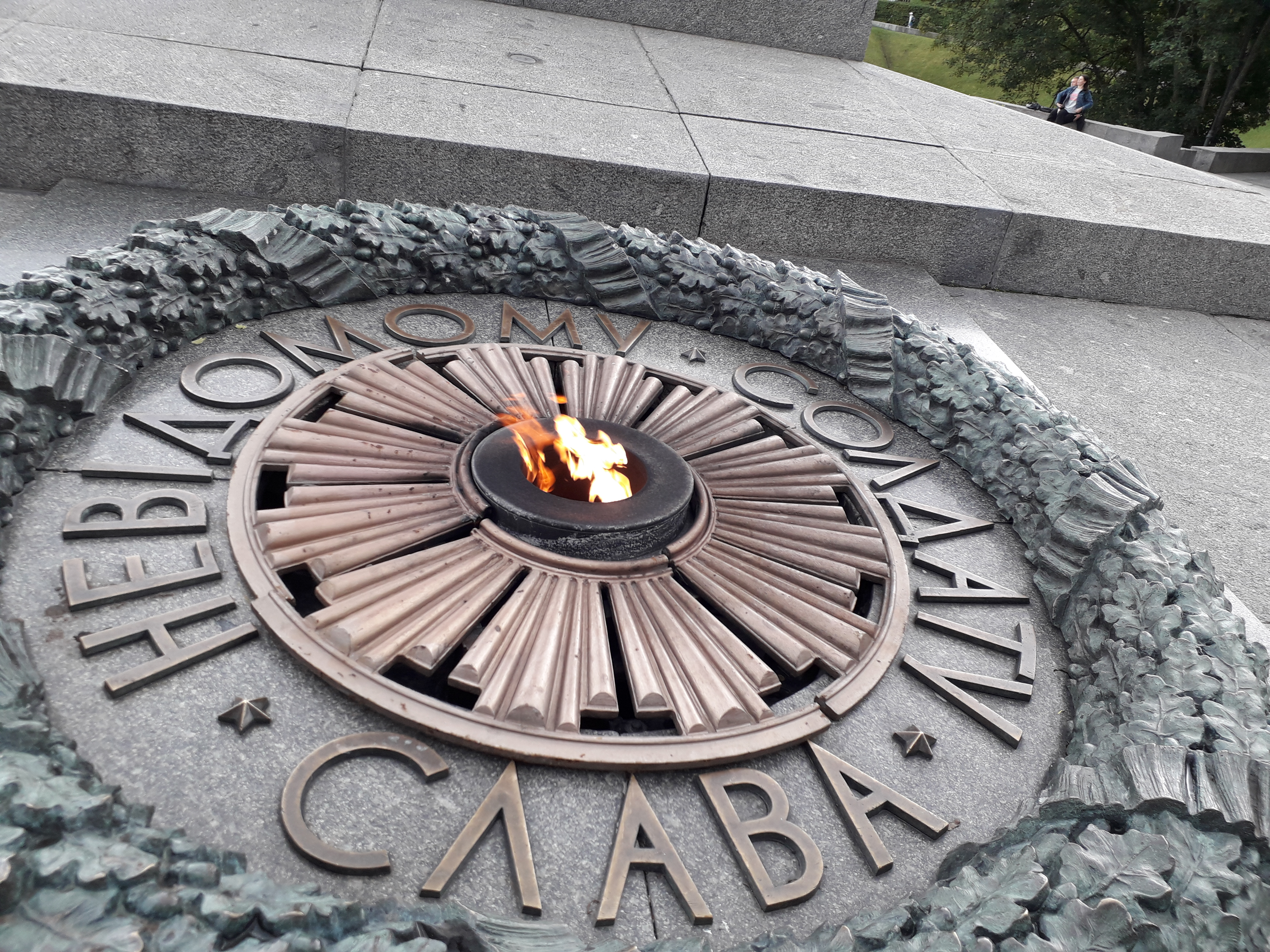
Вічний вогонь на Меморіалі Вічної Слави у Києві

Ві́чний вого́нь (англ. Eternal flame) — це полум'я, лампа чи смолоскип, що горить невизначений час. Більшість вічного вогню запалюють і доглядають спеціально, але деякі з вогнів є природними за походженням, викликаними витоками природного газу, торф’яними пожежами та пожежами вугільних пластів, які спочатку можуть спалахнути від блискавки, електрики або діяльності людини, деякі з яких горіли протягом тривалого часу. Вічний вогонь має релігійне походження та використовується в деяких культурах в релігійних обрядах або є символом. В сучасній Західній політичній традиції він є символом пам'яті загиблих військових.
Безперервне горіння досягається шляхом подачі газу до певного місця, в якому виникає іскра. Зазвичай входить в меморіальний комплекс. Найстаршим Вічним вогнем вважають вогонь у меморіалі невідомого солдата в тріумфальній арці в Парижі. Він горить з 1921 року і нагадує про загиблих солдатів Першої світової війни. Перший у СРСР Вічний вогонь було встановлено у селищі Первомайський Щекінського району Тульської області (10 км від Тули) 9 травня 1955 року.

## Релігійне та культурне значення

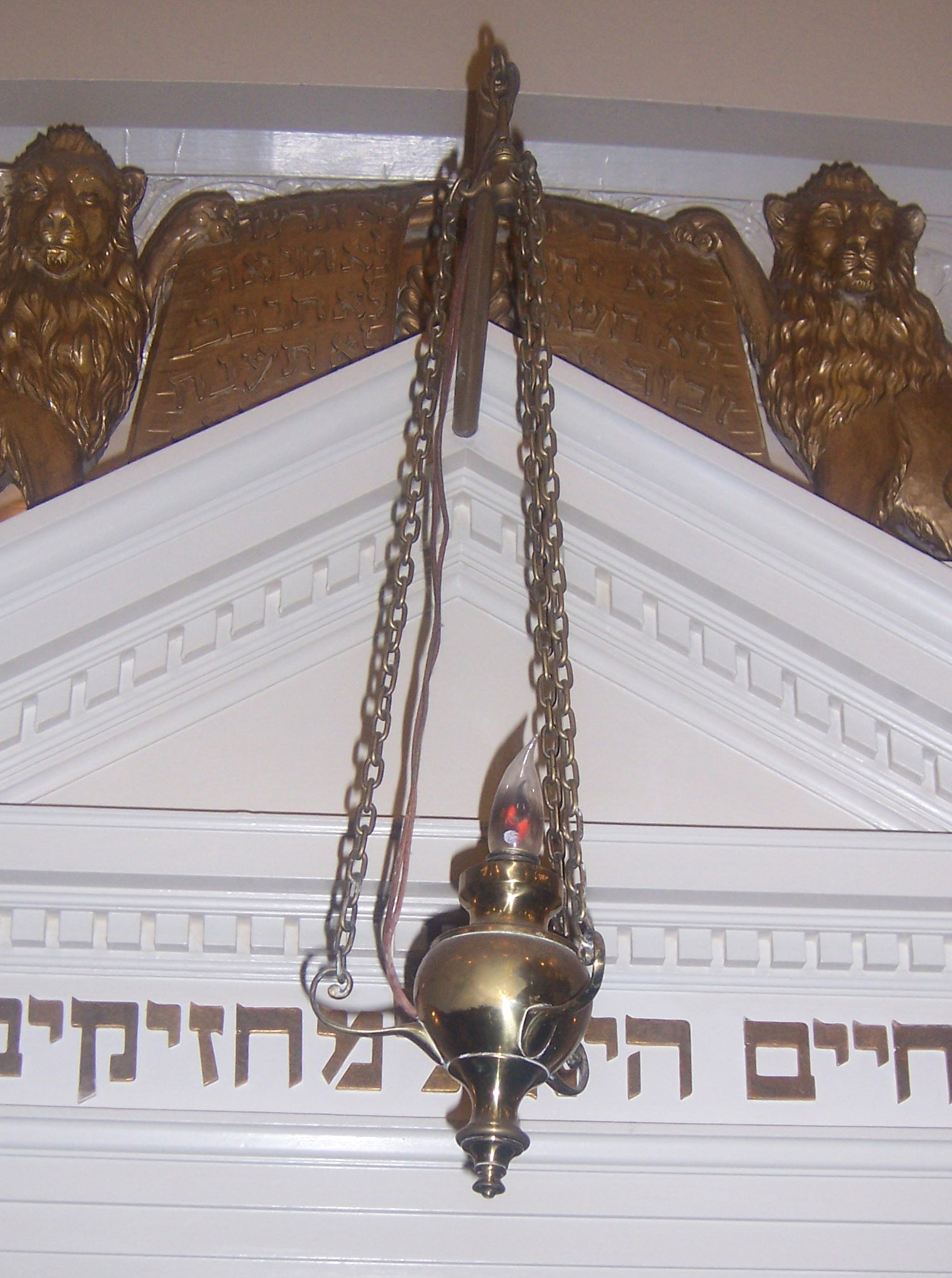
Нер тамід у синагозі Кешер Ізраїль, Вашингтон, округ Колумбія

Вічний вогонь є давньою традицією в багатьох культурах і релігіях. У Стародавньому Ірані за атаром доглядав відданий священик і представляв концепцію «божественних іскор» або Амеша Спента, як її розуміли в зороастризмі. Періодичні джерела вказують на те, що в епоху перської історії Ахеменідів існували три «великі пожежі», які в сукупності вважаються найранішою згадкою про практику створення постійно палаючих громадських вогнищ.
Вічний вогонь був складовою єврейських релігійних ритуалів, які здійснювалися в скинії, а потім у Єрусалимському храмі, де згідно з заповіддю вогонь постійно горів на зовнішньому вівтарі. Сучасний юдаїзм продовжує подібну традицію, оскільки над ковчегом у синагозі завжди горить лампа святилища, ner tamid. Після Другої світової війни таке полум’я набуло додаткового значення, як нагадування про шість мільйонів євреїв, убитих під час Голокосту.
Нація черокі підтримувала вогонь у резиденції уряду, поки не була скинута Законом про виселення індіанців у 1830 році. У той час вугілля від останнього великого вогню ради було перевезено на захід до нового будинку нації на території Оклахоми. Вогонь, який підтримувався в Оклахомі, був перенесений до останнього місця уряду черокі в Державному парку Ред-Клей на південному сході Теннессі, до Музею індіанців черокі в Черокі, Північна Кароліна, і до племінного комплексу черокі в м. Талеква, Оклахома.
У Китаї інколи було звичайним встановленням вічно запаленої лампи як видимого аспекту шанування предків; його встановлюють перед табличкою на вівтарі предків родини.

## Вічний вогонь у воєнній історії

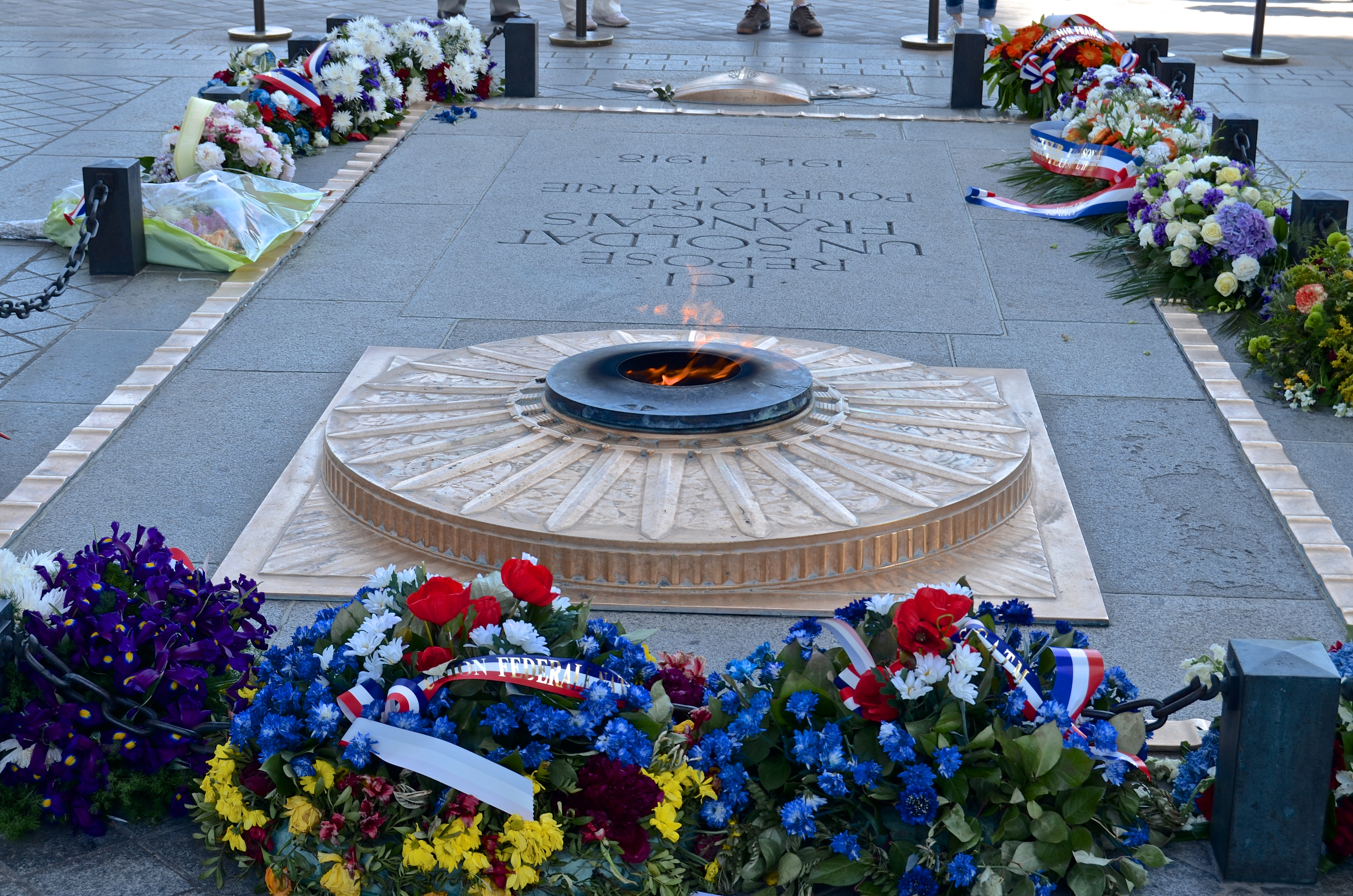
Eternal Flame, Arc de Triomphe, Paris

Тріумфальна арка у Парижі знаходилась з 1836 року вже стояла як монумент, присвячений солдатам і різним перемогам. Після Першої світової війни монумент став додатковим нагадуванням про тих, хто відстоював Францію. Обговорення Сенату та депутатів Франції в 1916 році висловило рішення встановити монумент невідомому солдату. В листопаді 1920 року, останки Невідомого солдата були перенесені з цього знаменитого місця поховання до Тріумфальної арки в урочистій процесії, де труну поставили в каплиці на першому поверсі будівлі. Ідея вічного вогню під Тріумфальною аркою виникла в журналіста і поета Габріель Буасі, якого підтримала громадськість. Вічний вогонь мав, щоб відобразити пам'ять і символізувати вічну душу. Ідею він узяв у скульптора Грегуара Кальве, який запропонував запалювати полум’я на могилі невідомого солдата в Парижі щовечора (щоб могила освітлювалася вдень і вночі).
Проект основи для вічного вогню був розроблений Анрі Фав’є, а для його виготовлення був обраний коваль Едгар Брандт. На церемонії 11 листопада 1923 року, де були присутні французький уряд, високопоставлені особи та численні ветерани війни, цей вогонь пам’яті вперше запалив військовий міністр Франції Андре Мажіно. Вічний вогонь під Тріумфальною аркою запалюють щодня о 18.30  одна з численних асоціацій ветеранів Франції. 

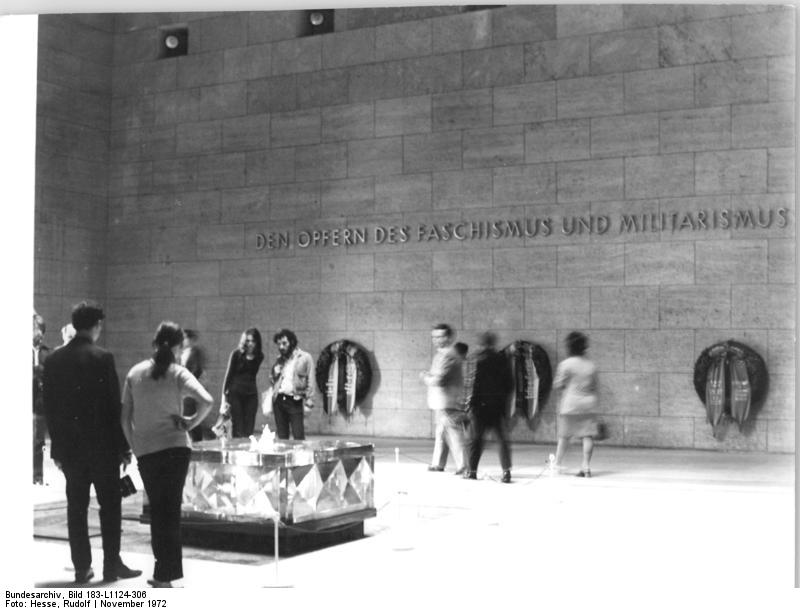
Prismatically broken eternal flame at World War II memorial in East Berlin

Традицію запалювання Вічного вогню перейняли багато держав, які створювали міські та національні пам’ятники – в пам’ять про воїнів, які загинули у Першій світовій війні. Так, у 1930-1940-х роках Вічний вогонь загорівся в Чехії, Румунії, Португалії, Канаді, США та Бельгії. Потім його запалила Польща, таким чином увічнивши пам’ять загиблих героїв Другої світової війни, а в Берліні пішли ще далі і встановили скляну призму з внутрішнім вогнем, що горить над останками невідомого німецького солдата та невідомих жертв концтаборів. 

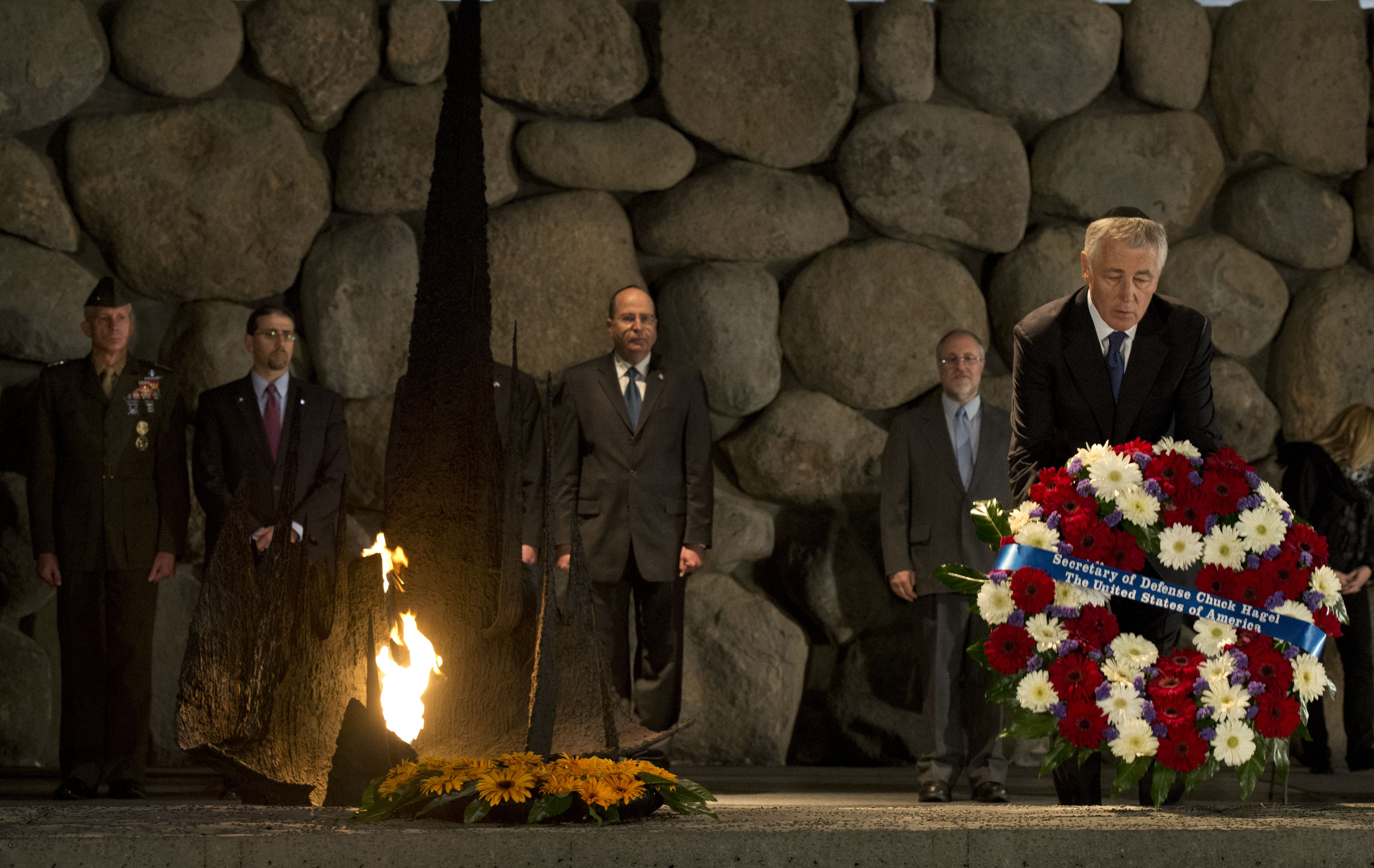
Eternal flame at the Hall of Remembrance in Yad Vashem Holocaust History Museum in Jerusalem

В 1961 році президента Джона Кеннеді і першу леді супроводжував президент Франції Шарль де Голль, коли вони вшанували могилу Невідомого солдата біля Тріумфальної арки. Жаклін Кеннеді ніколи не забувала про свою поїздку до Франції, тому після вбивства її чоловіка в 1963 році вона вирішила, що хоче мати вічний вогонь біля могили президента Кеннеді. Шарль де Голль поїхав в Америку, щоб стати свідком державного похорону, разом зі Жаклін запалюючи вічний вогонь.
І після Другої світової війни СРСР був не першим. 8 травня 1946 року у Варшаві на площі маршала Юзефа Пілсудського запалили вічний вогонь. Честь провести цю церемонію було надано дивізійному генералу, меру Варшави Мар'яну Спихальському. Біля меморіалу виставили почесну варту Представницького батальйону Війська Польського.

## Поява вічного вогню на радянських теренах
Вічний вогонь в пам’ять про загиблих у Другій світовій війні запалили в багатьох країнах Європи, Азії, а також у Канаді та США. І лише в жовтні 1957 року в Санкт-Петербурзі на Марсовому полі біля пам’ятника «Борцям революції» запалили перший Вічний вогонь.
8 травня 1967 року, через 5 місяців після відкриття самого меморіалу, на Могилі Невідомого солдата в Олександрівському саду в Москві було запалено вогонь. Факел з вогнем доставили з Ленінграда всього за один день на естафеті. 

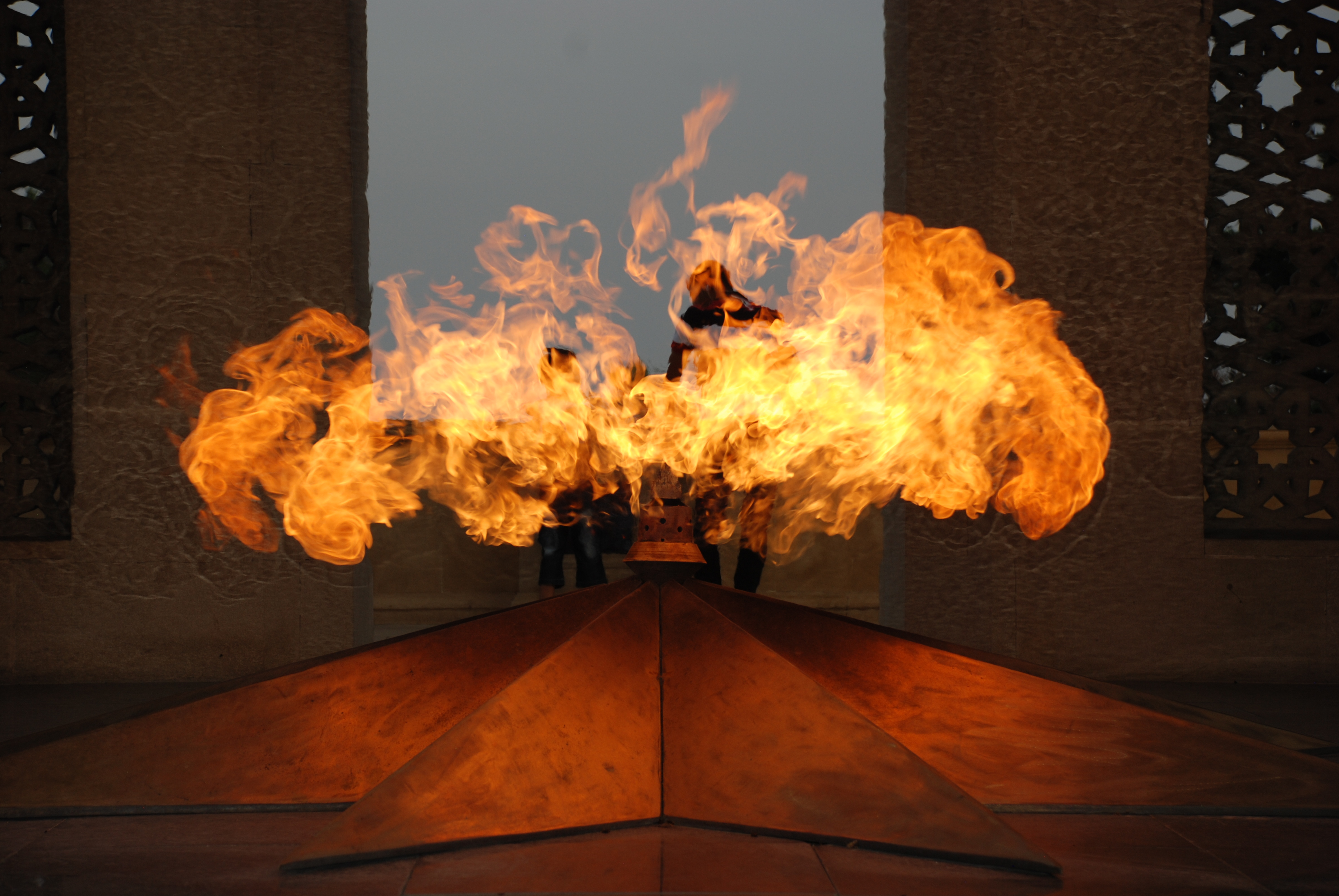
Lane Baku eternal flame

В Києві Меморіал Вічної Слави було відкрито в 1957 році. Складається меморіал з обеліска і Алеї Полеглих Героїв, де розташовані 34 могили воїнів, більшість із яких загинула в роки Другої світової війни. Полум'я для церемонії відкриття Меморіалу доставили з поля Сталінградської битви з Мамаєвого кургану. Командувач військами Київського військового округу маршал Радянського Союзу Василь Іванович Чуйков власноруч підніс палаючий факел, запалюючи вогонь київського Меморіалу.

## Україна
- Біла Церква — у парку Слави.
- Вінниця — на Європейській площі[8][9].
- Вічний вогонь. ДрогобичЖитомир — у парку Слави[10].
- Запоріжжя

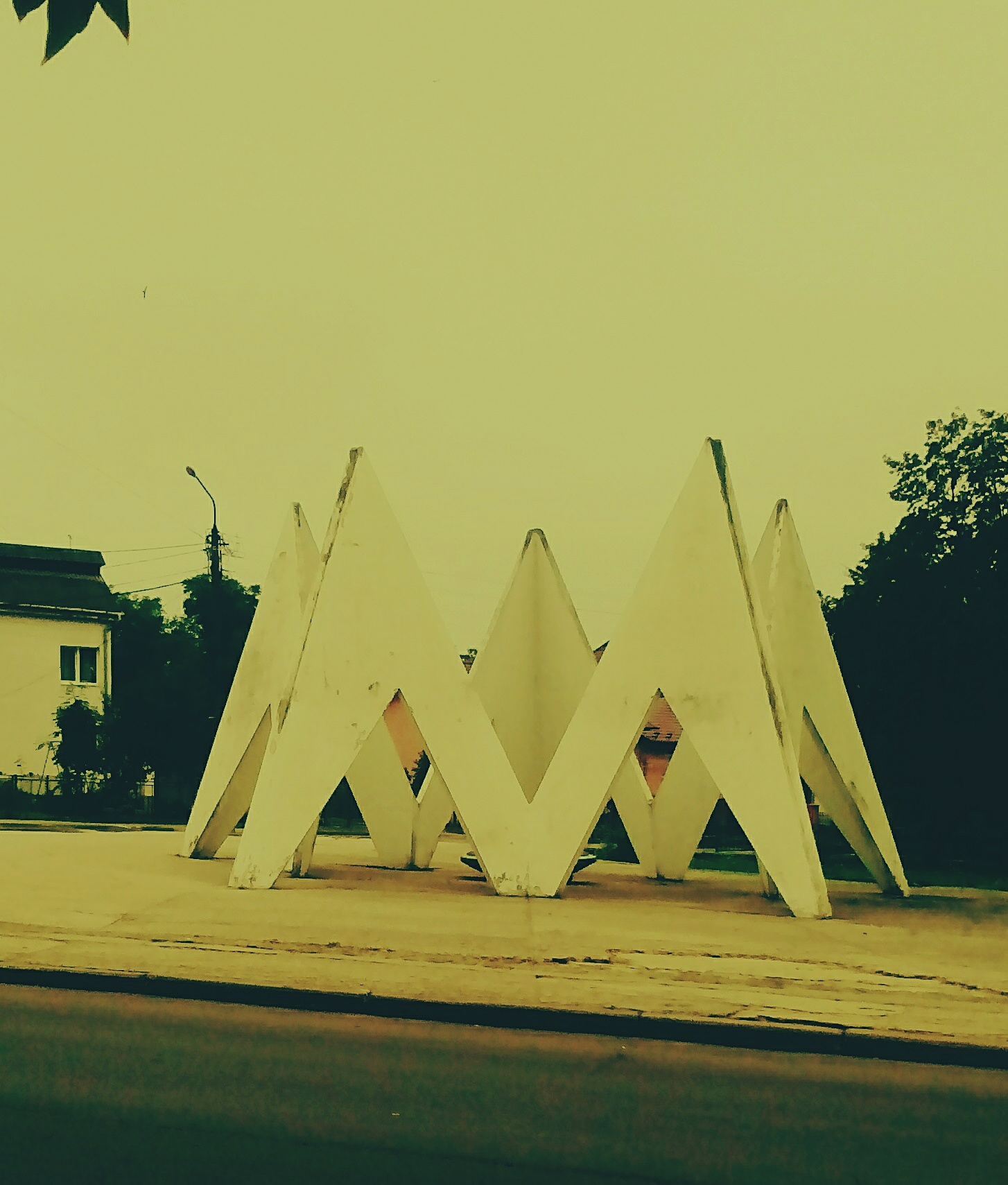
Вічний вогонь. Дрогобич

  - Меморіальний комплекс, споруджений на честь радянських воїнів, загиблих під час вигнання нацистів із Запоріжжя. Дніпровський район.
  - Обеліск і вічний вогонь на братській могилі борців за встановлення радянської влади. Олександрівський район.
- Київ
  - Парк Вічної Слави біля меморіалу Вічної Слави на могилі Невідомого солдата[11]
  - Територія меморіального комплексу «Національний музей історії України у Другій світовій війні»[11].
- Коростень — біля меморіалу воїнам, загиблим в роки німецько-радянської війни[12].
- Корюківка — біля меморіалу Корюківській трагедії 1943 року, коли нацисти знищили близько 7000 мирних жителів.
- Кременчук — біля меморіалу «Вічно живим»[13].
- Лисичанськ — у центрі міста біля універмагу «Дитячий світ»[14].
- Миколаїв — біля пам'ятника 68 десантникам-ольшанцям[15].

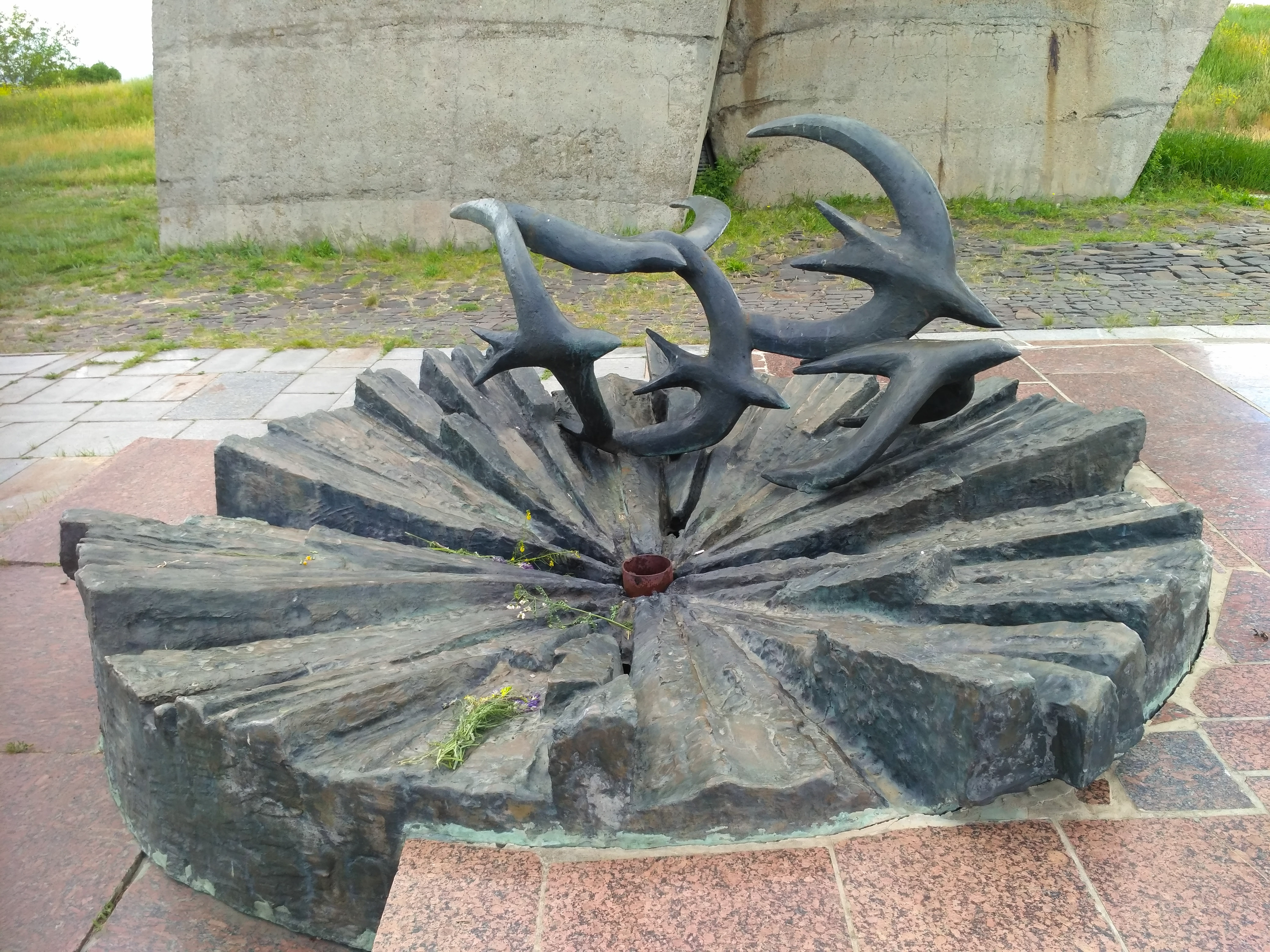
Вічний вогонь в м. Ізюм

- Вічний вогонь в м. ІзюмОдеса — у парку Шевченка на Алеї Слави.
- Полтава — авіаційне містечко[16]
- Сімферополь — в Гагарінському парку.
- Вічний вогонь у Меморіалі Слави на Європейській площі у ВінниціСевастополь — на площі Нахімова.
- Умань — на площі перед УДПУ
- Харків — у Лісопарку, район Сокольники, і на Університетській гірці
- Хорол - меморіальний комплекс "Вічний вогонь", навпроти стадіону, на центральній вулиці міста.
- Хмельницький — у парку імені Івана Франка.
- Черкаси — на пагорбі Слави;
- Чернігів — Болдина гора. Меморіальний комплекс Захисникам вітчизни.
- Рівне — Меморіальний комплекс у складі Дубенського Кладовища.

## UKR

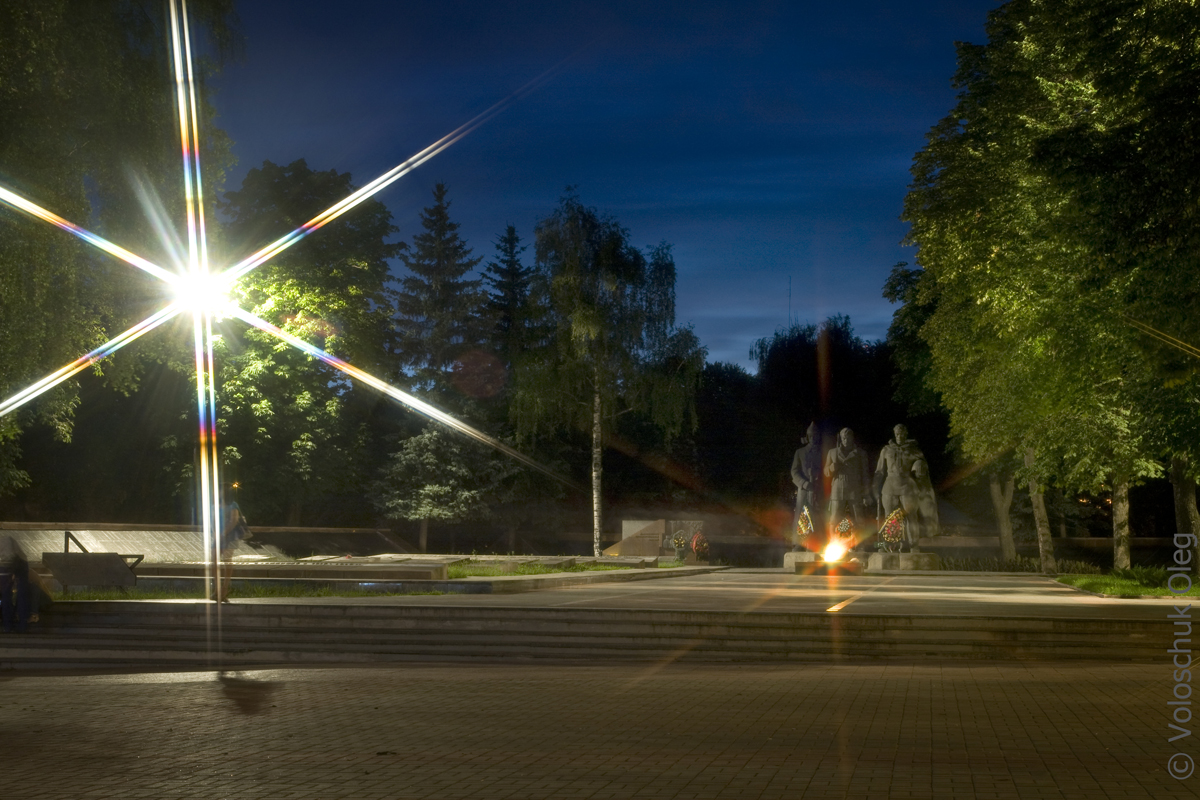
Вічний вогонь у Меморіалі Слави на Європейській площі у Вінниці

## Галерея

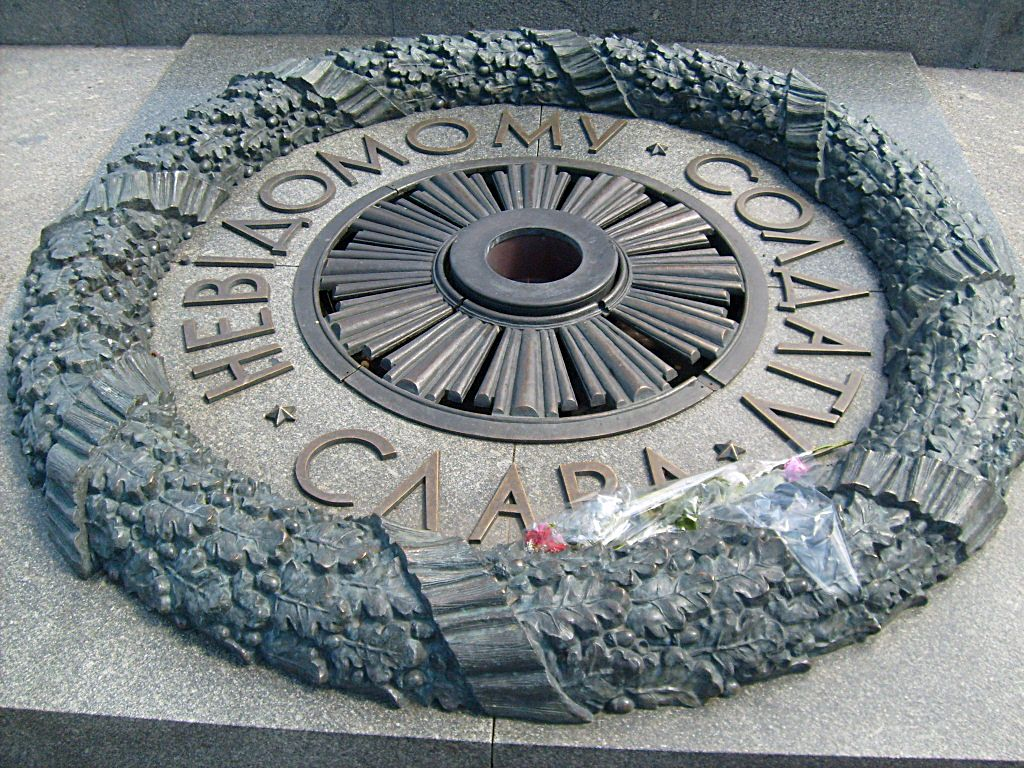
Вічний вогонь у Києві
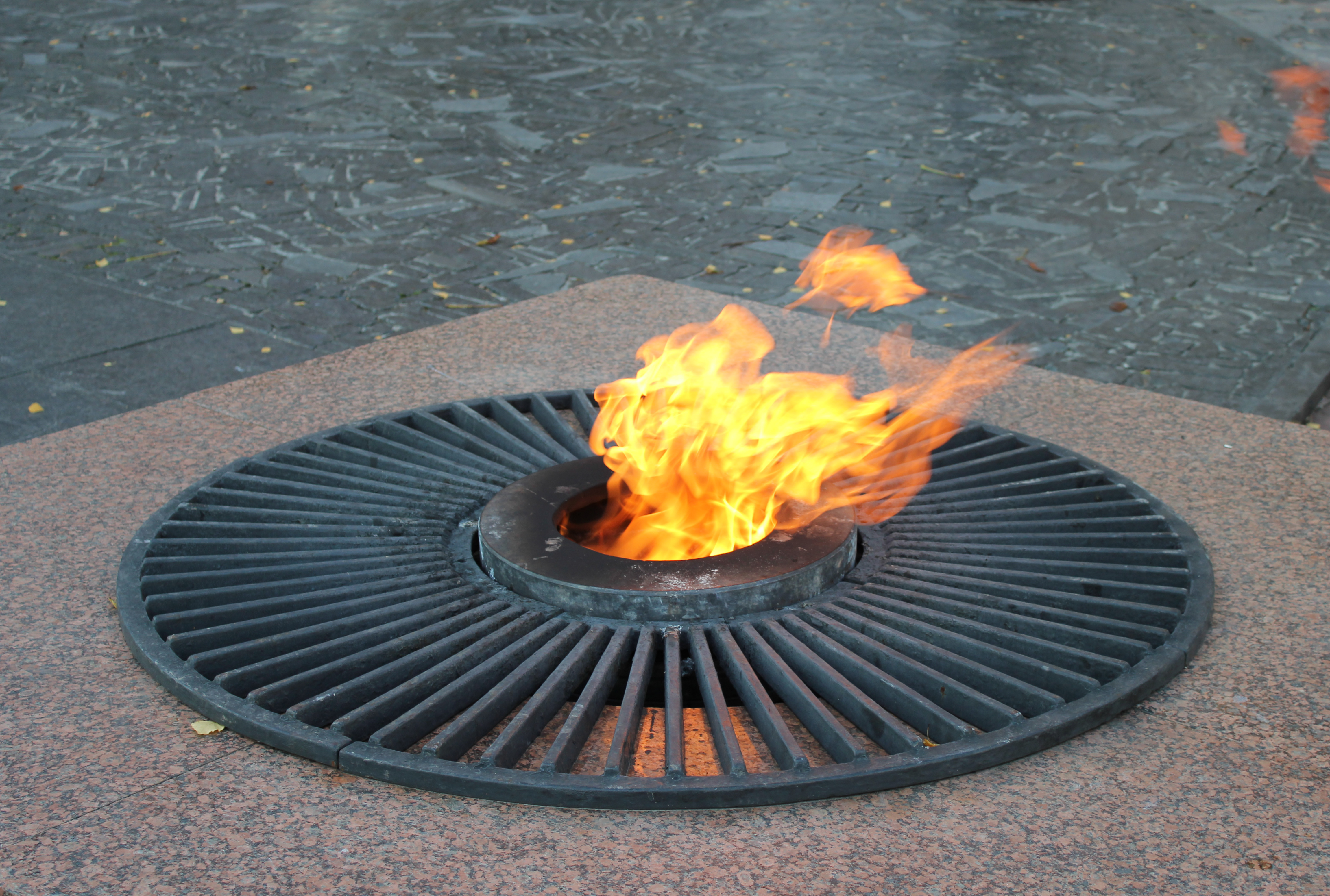
Вічний вогонь у Вінниці
Монумент слави та вічний вогонь у Житомирі
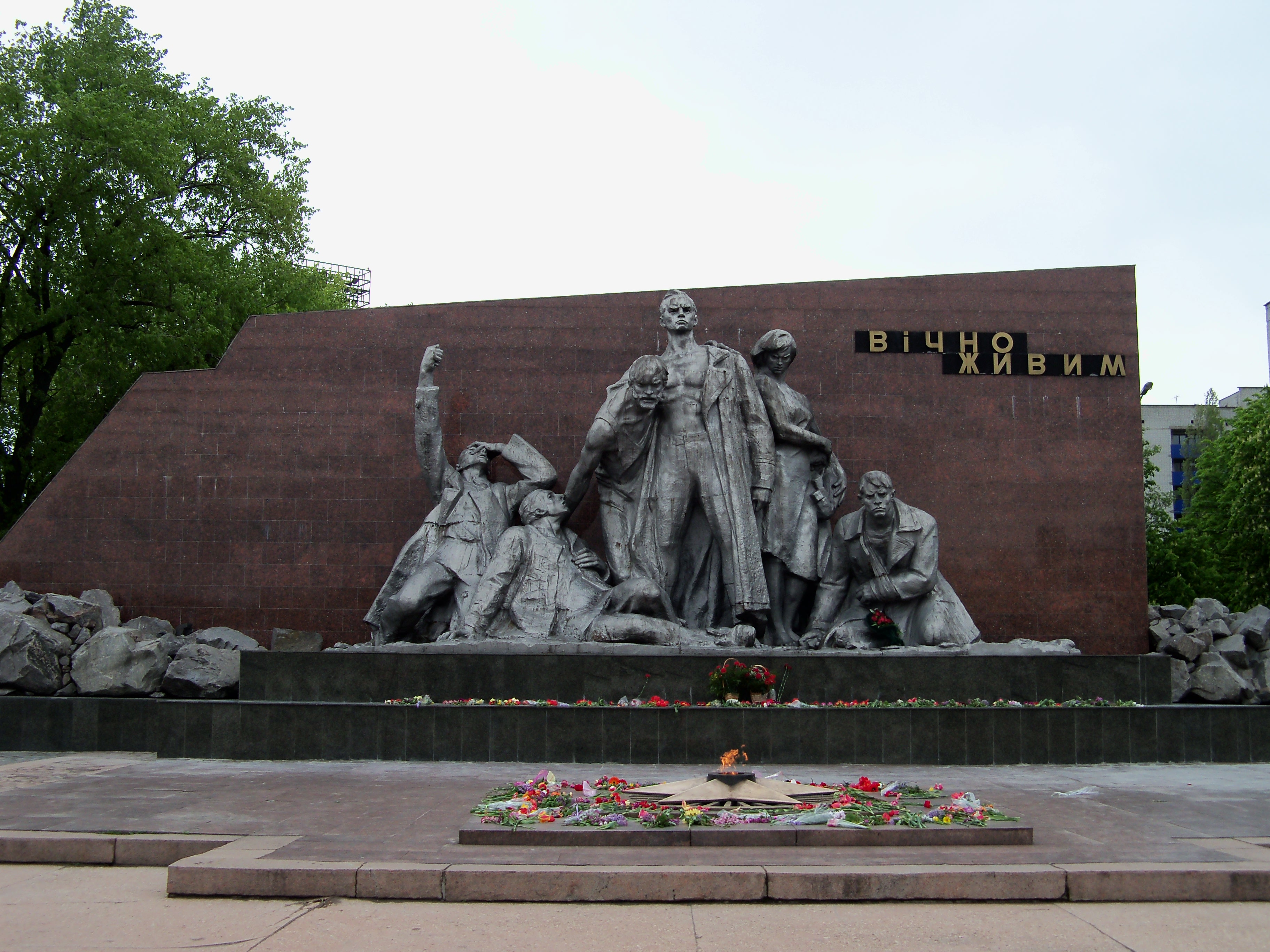
Вічний вогонь у Кременчуці
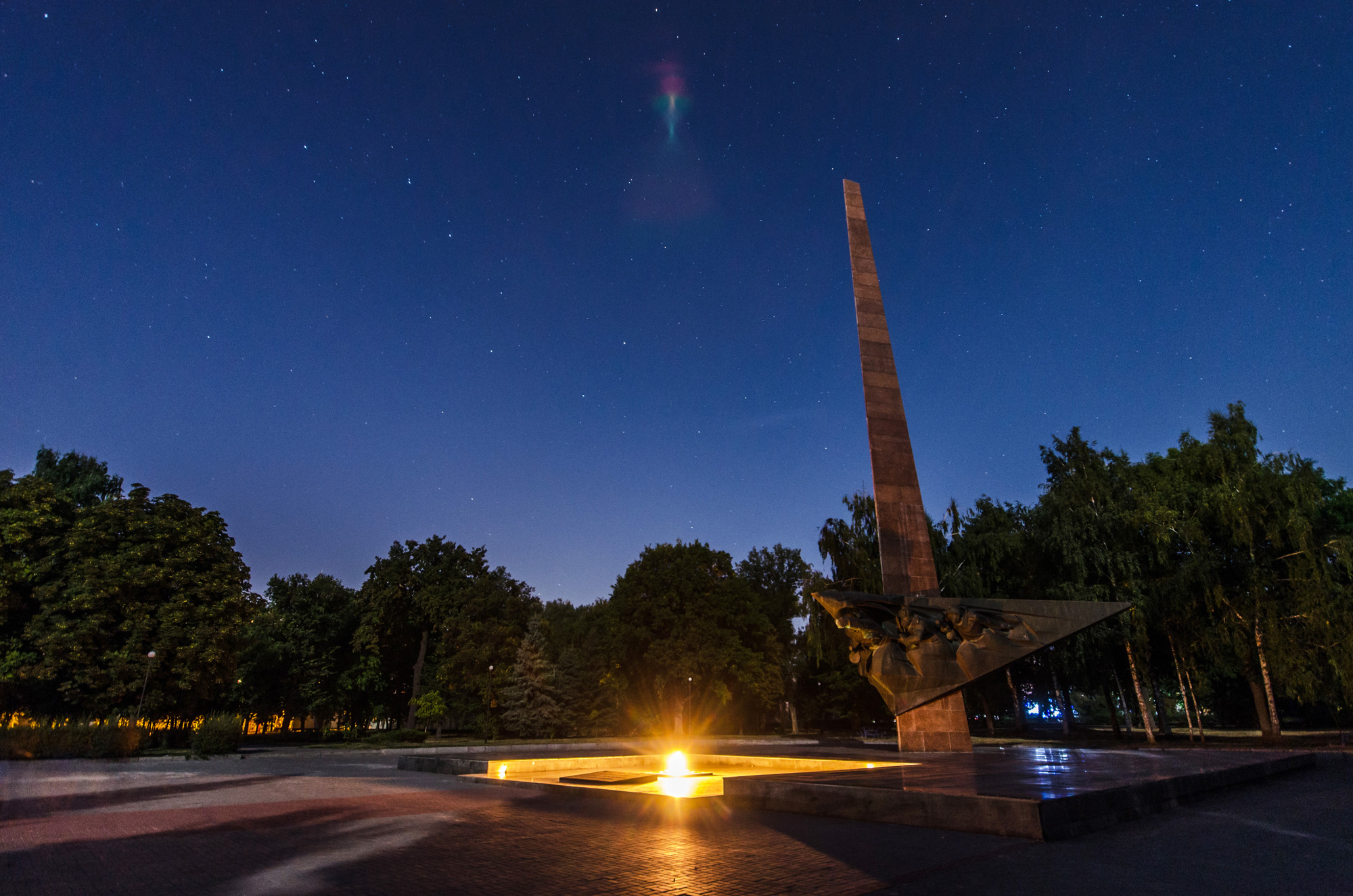
Вічний вогонь в Парку Слави, Біла Церква
Пагорб Слави (Черкаси)
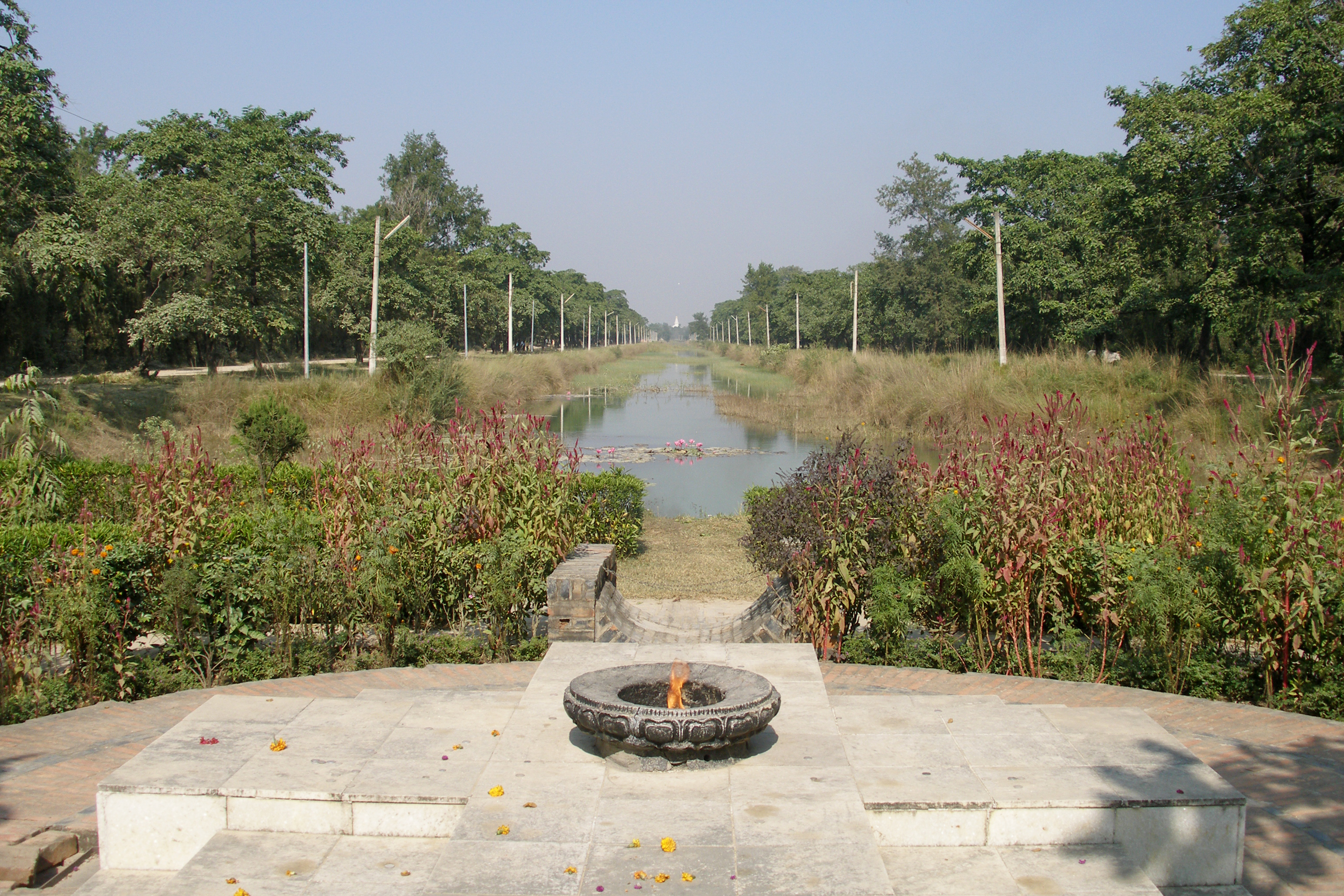
Lumbini, Eternal flame, Nepal
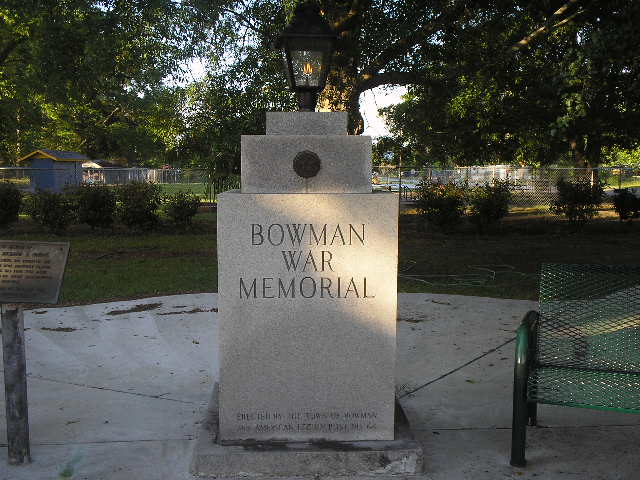
Bowman eternal flame
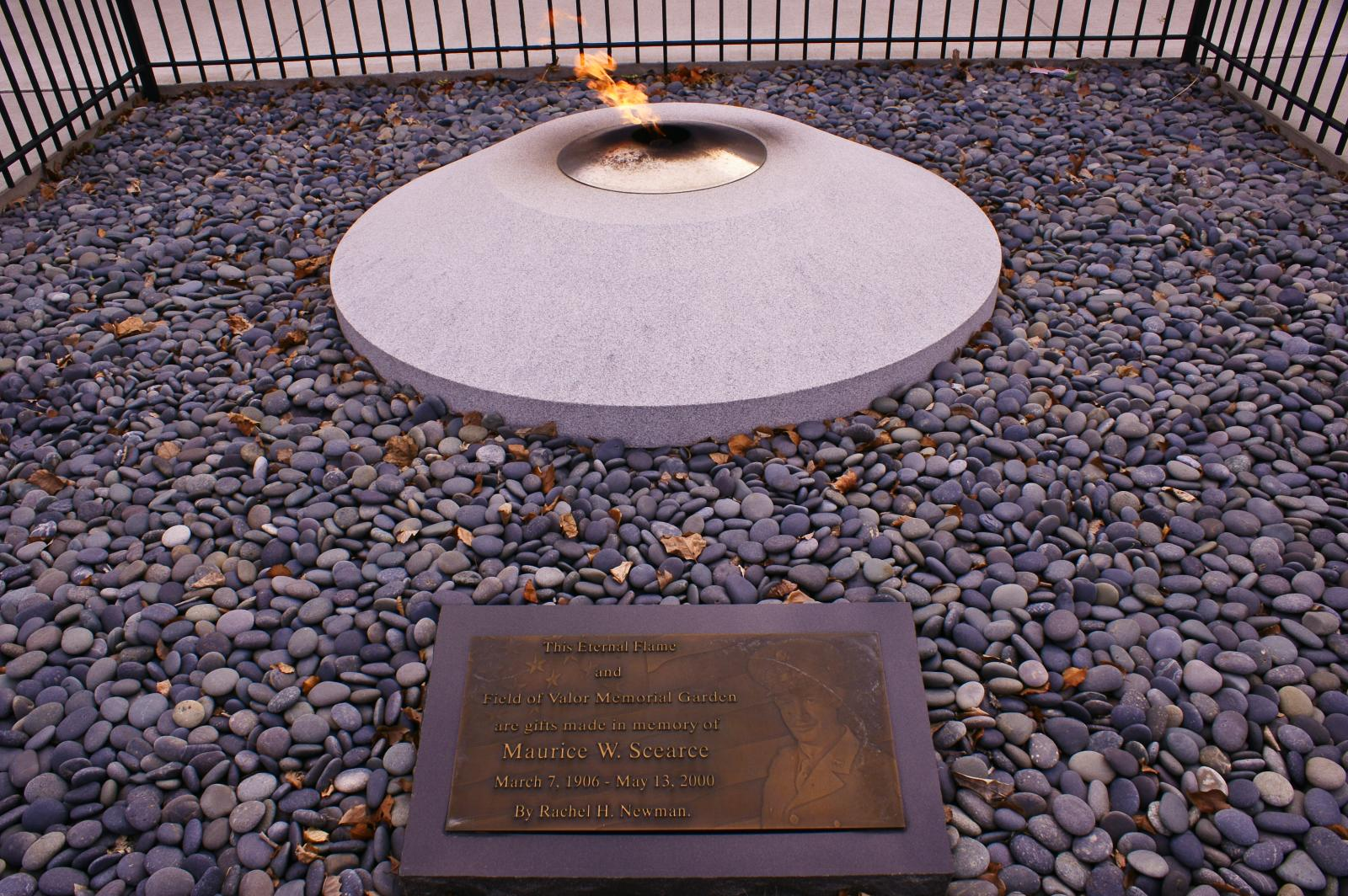
Field of Valor and Eternal Flame at Crown Hill Cemetery
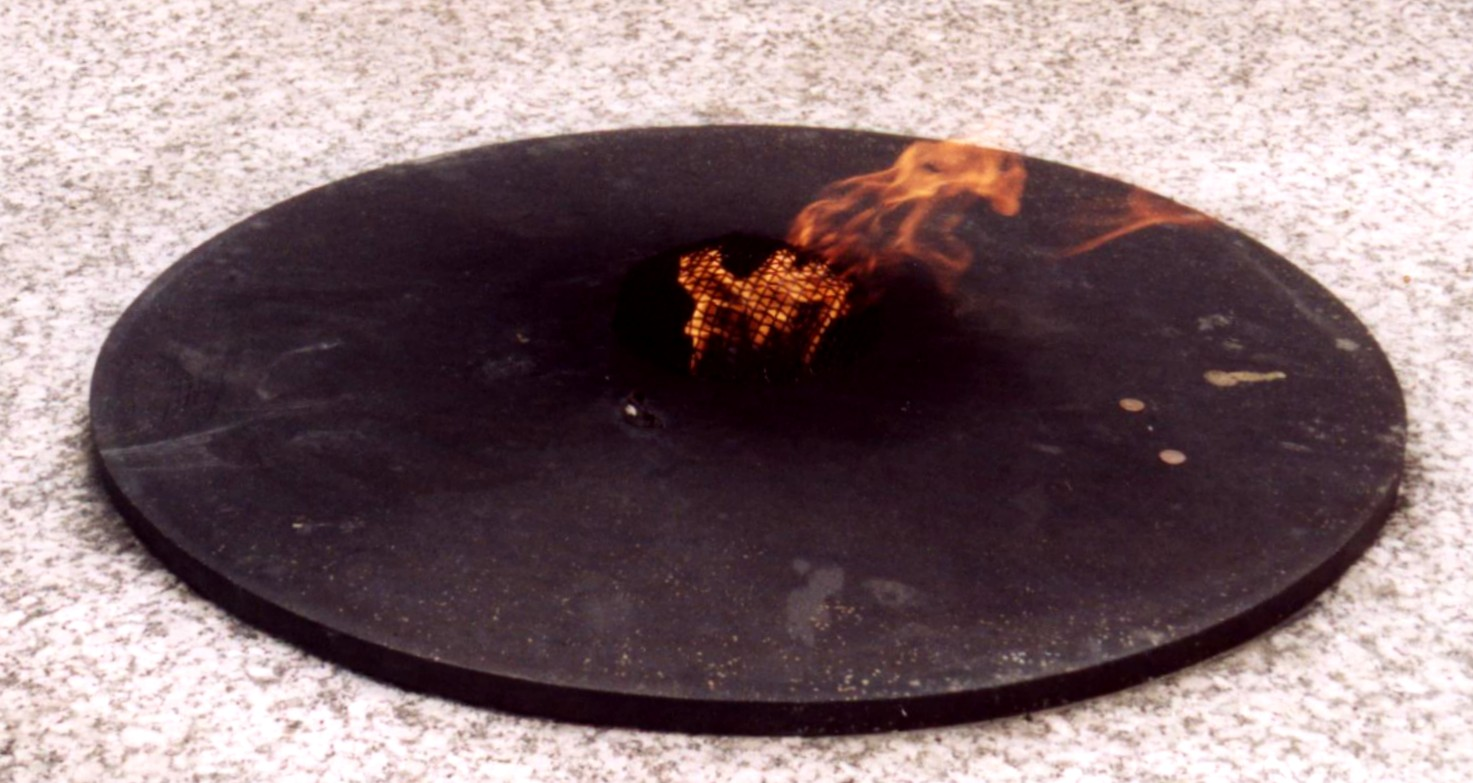
Eternal Flame Chicago
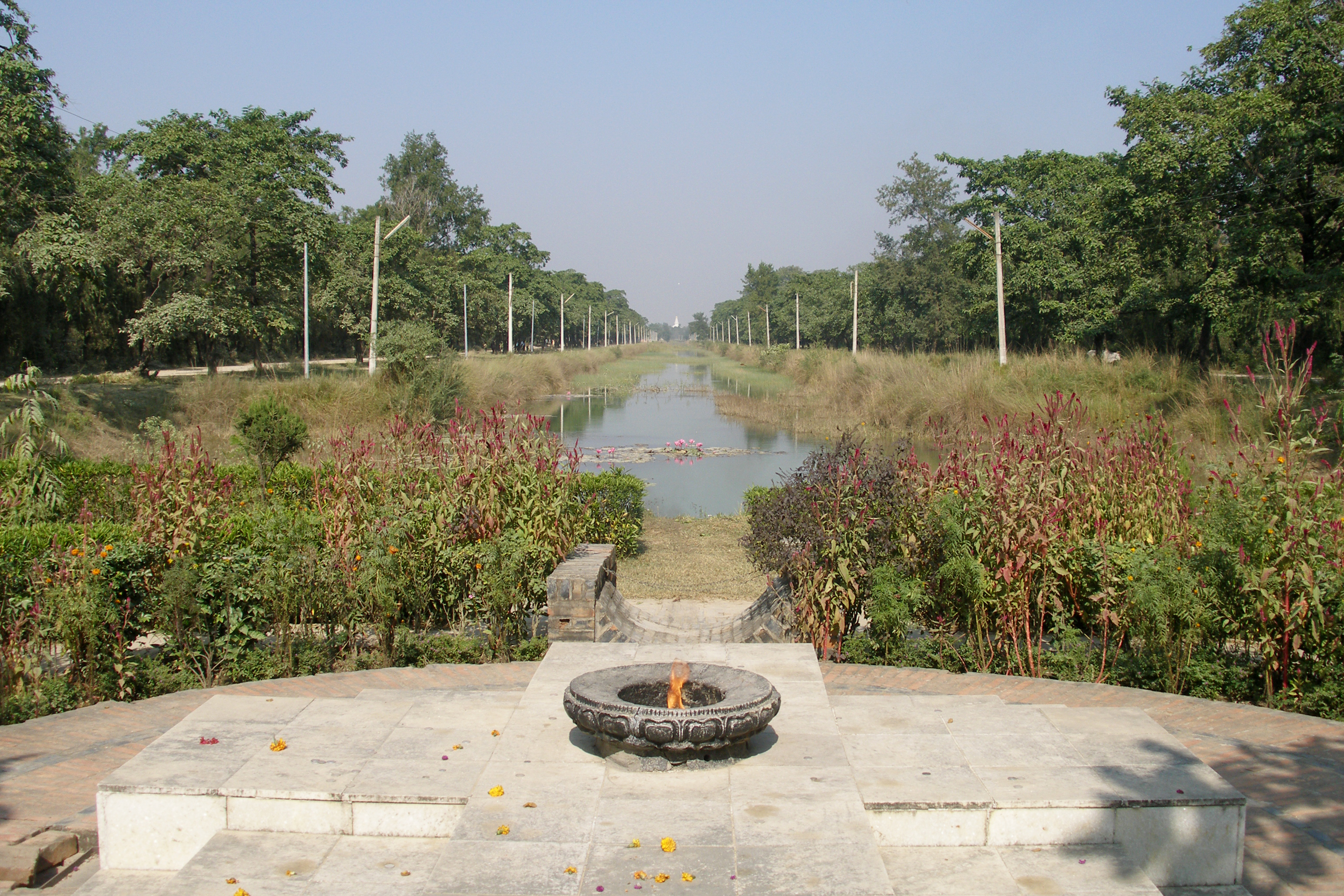
Lumbini, Eternal flame, Nepal
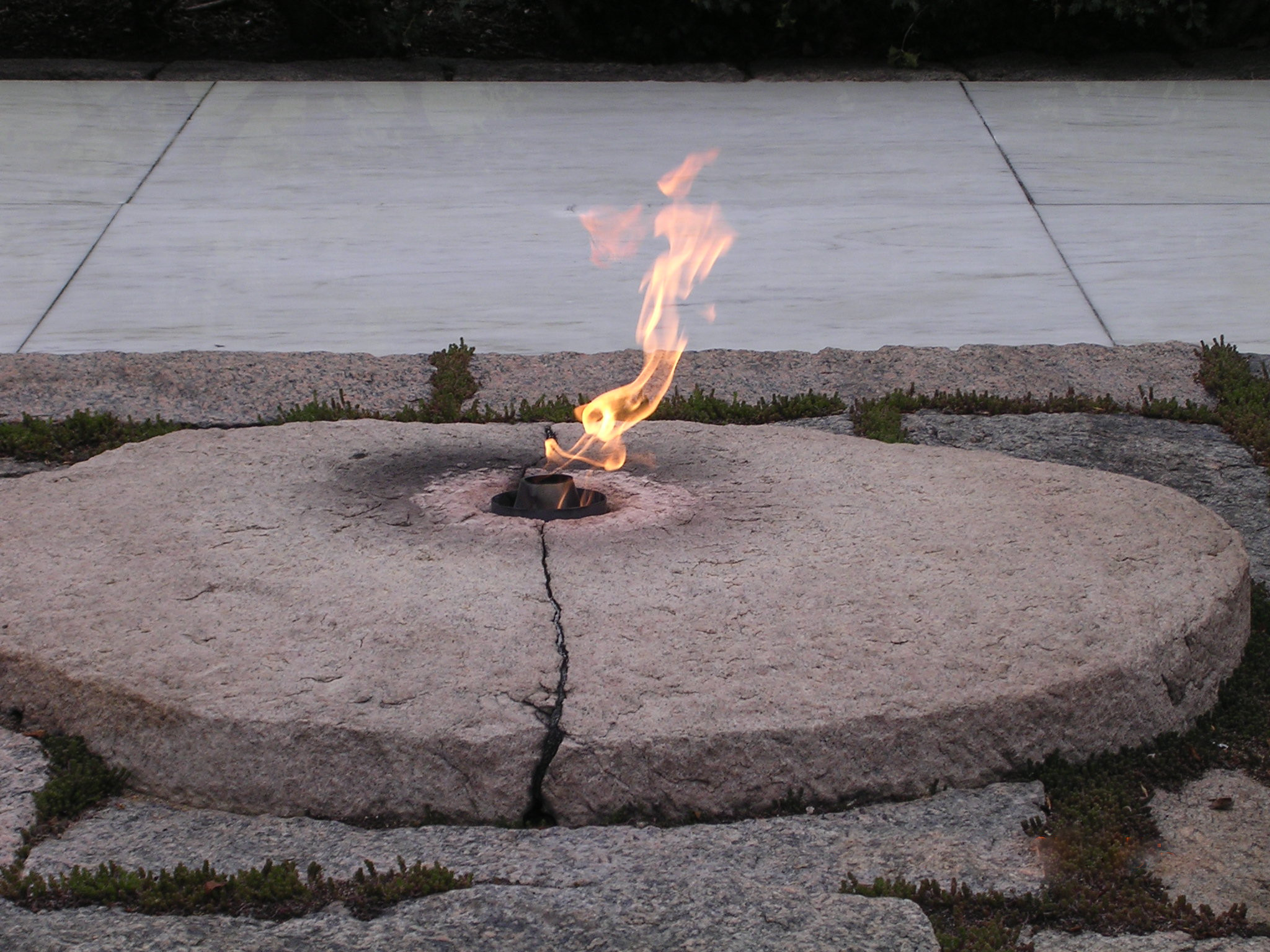
Eternal Flame Kennedy Memorial
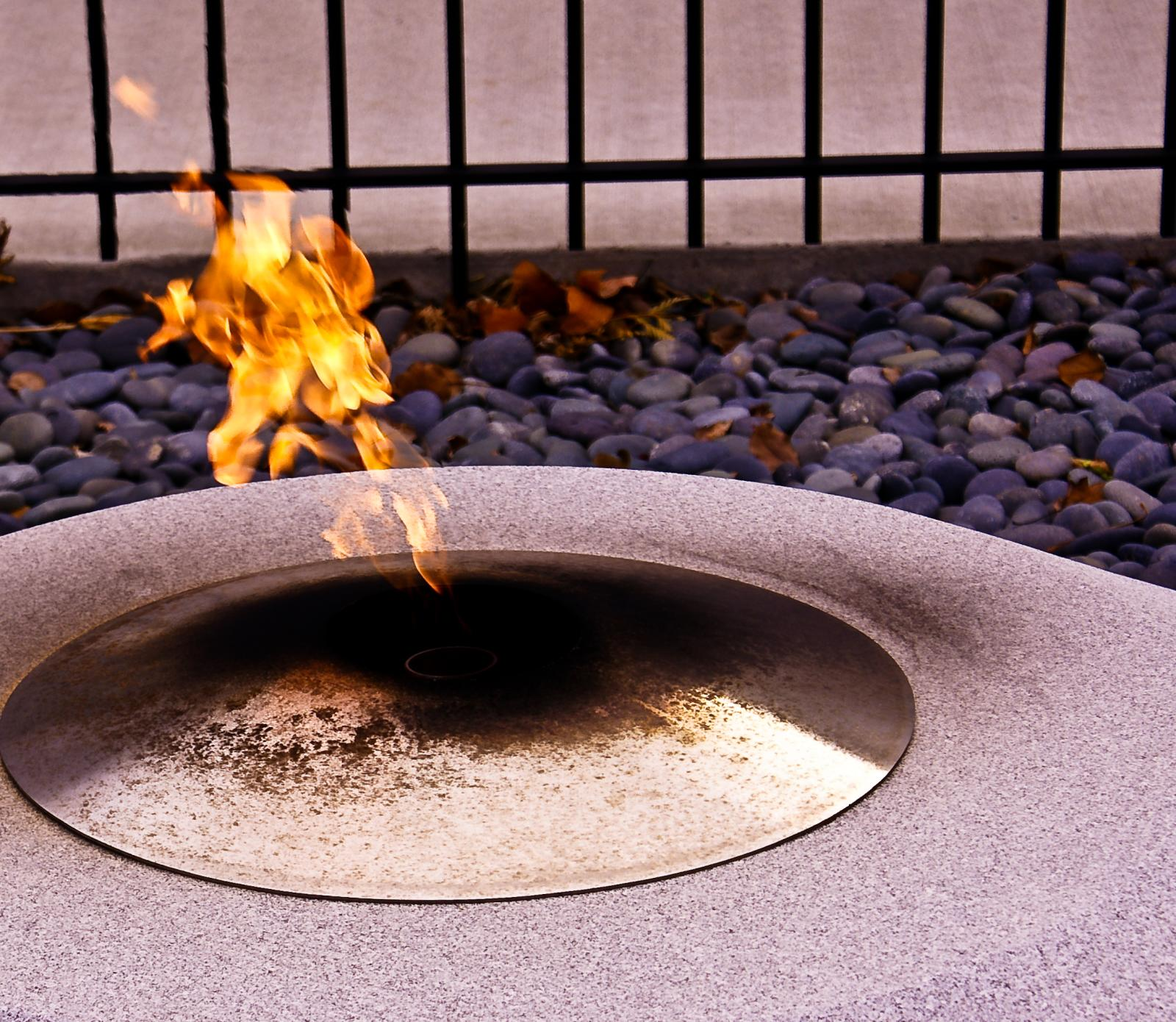
Field of Valor and Eternal Flame at Crown Hill Cemetery